# Gröpelingen

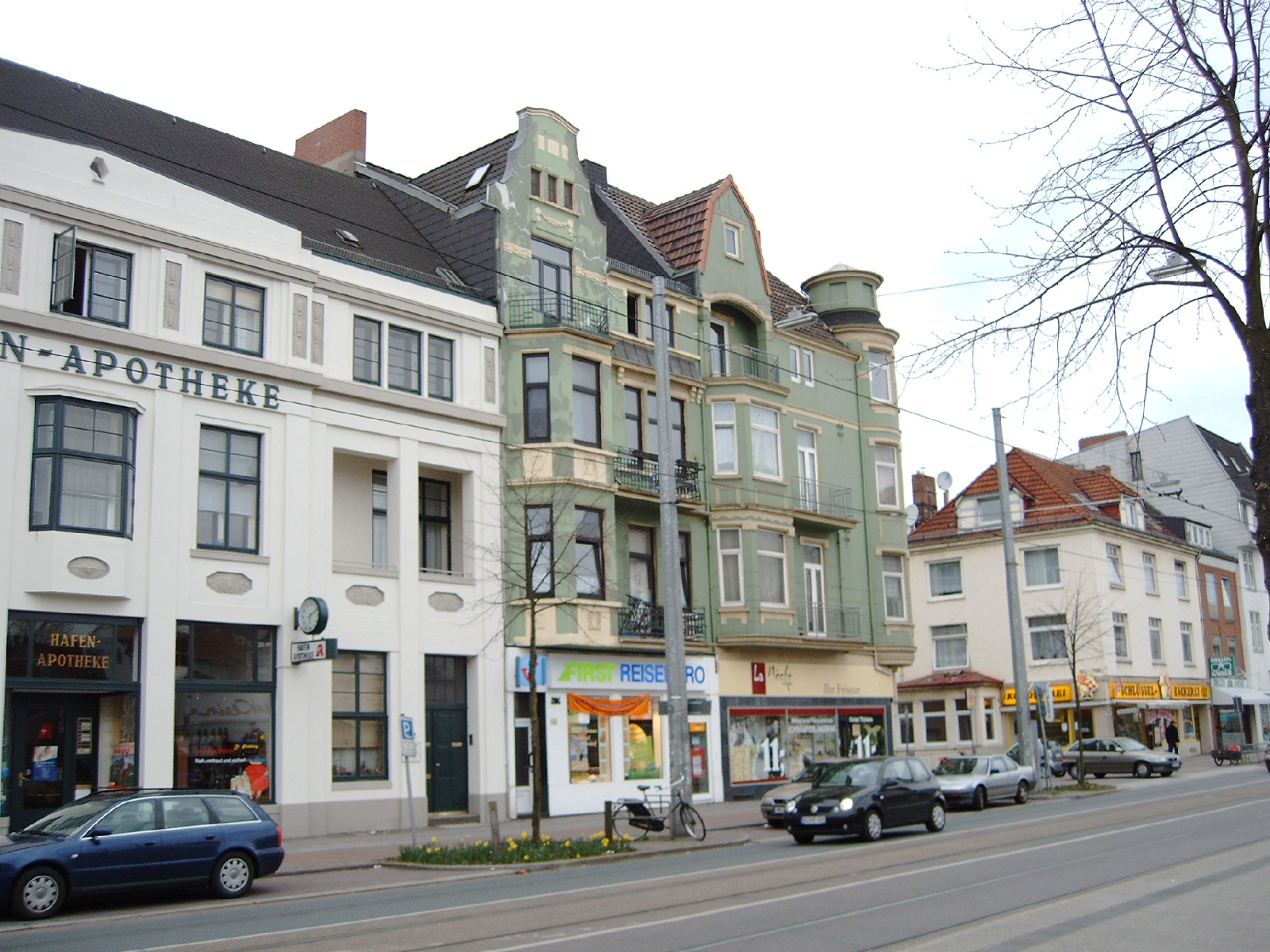
Die Gröpelinger Heerstraße

Gröpelingen (Plattdeutsch Gröpeln) ist ein Stadtteil von Bremen und gehört zum Bremer Stadtbezirk West.

## Geografie und Ortsteile
Gröpelingen liegt auf der rechten Weserseite ca. 5 km westlich des Bremer Zentrums.
Die benachbarten Stadtteile sind Walle im Osten, Häfen im Südwesten, Burglesum im Nordwesten und Blockland im Nordosten.
Der Stadtteil Gröpelingen umfasst folgende Ortsteile:

### Gröpelingen
Fläche: 1,47 km², 9.924 Einwohner (6.751 Einwohner je km²)
Gröpelingen war bis zum Bau der benachbarten Häfen und Industriebetriebe im 19. Jahrhundert zunächst dörflich geprägt. Durch die Industrialisierung wurde dieser Ortsteil stark verändert. Hier wohnten viele Arbeitnehmer, die in den Betrieben der Hafenwirtschaft arbeiteten. Infolge der Umstellung auf Container und durch die Werftenkrise gab es starke Veränderungen in der Hafenwirtschaft, die sich auch auf die Struktur dieses Ortsteils auswirkten. Der Ortsteil zeichnet sich durch eine Mischung von Gewerbe und Wohnungen aus.

### Lindenhof

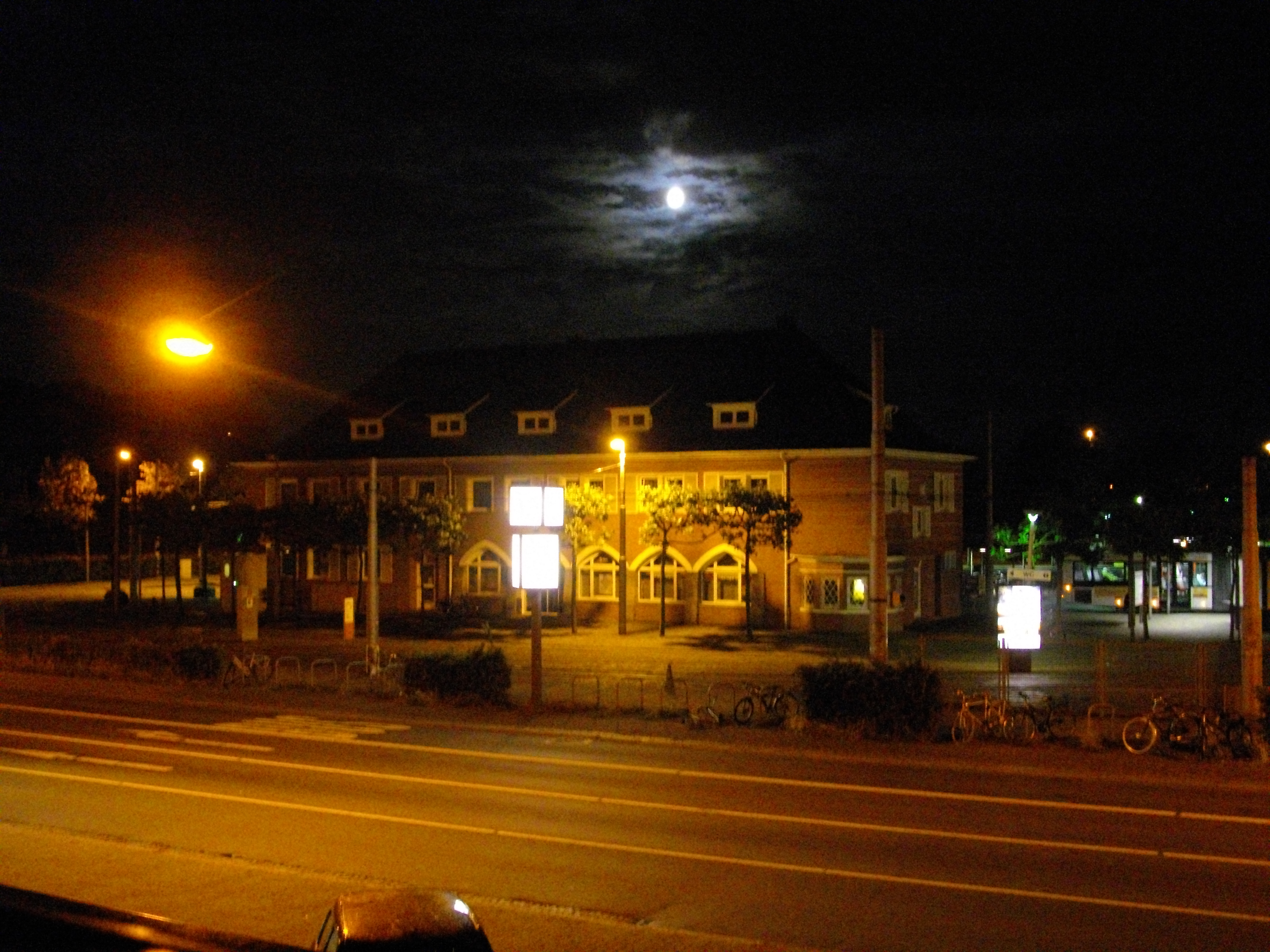
Gröpelinger Depot

Fläche: 0,74 km², 8.790 Einwohner (11.878 Einwohner je km²)
Das Humannviertel war der größte zusammenhängende Siedlungsbau in Bremen in der Weimarer Republik. Die vier Wohnzeilen von 1931 mit 160 Wohnungen stehen seit 2016 unter Bremischen Denkmalschutz.
Der Ortsteil hat sich durch den Zuzug von Gastarbeitern und anderen Einwanderern seit den 1960er Jahren zu einem multikulturellen Ortsteil entwickelt. Für muslimische Zuwanderer aus der Türkei wurde in Hafenrandlage die Fatih-Moschee errichtet, die größte Moschee Bremens. Seit Beginn des 21. Jahrhunderts wird der Ortsteil auch von Akademikern, jungen Menschen und Künstlern als Wohnort gewählt.

### Ohlenhof
Fläche: 1,32 km², 10.079 Einwohner (7.636 Einwohner je km²)
Der Ortsteil Ohlenhof hat die meisten Einwohner und hat sich im Unterschied zu den übrigen Ortsteilen in Gröpelingen eher zu einer Wohngegend entwickelt. Hier befindet sich neben mehreren Schulen auch die Erlebnisfarm Ohlenhof. Diese Erlebnisfarm bietet Kindern, Jugendlichen und interessierten Erwachsenen die Begegnung mit Tieren und einer naturnahen Umgebung. Die Einrichtung soll auch zur Verbesserung des Förder- und Freizeitangebotes im Bremer Westen dienen.

### In den Wischen
Fläche: 2,16 km², 4 Einwohner (2 Einwohner je km²)

### Oslebshausen

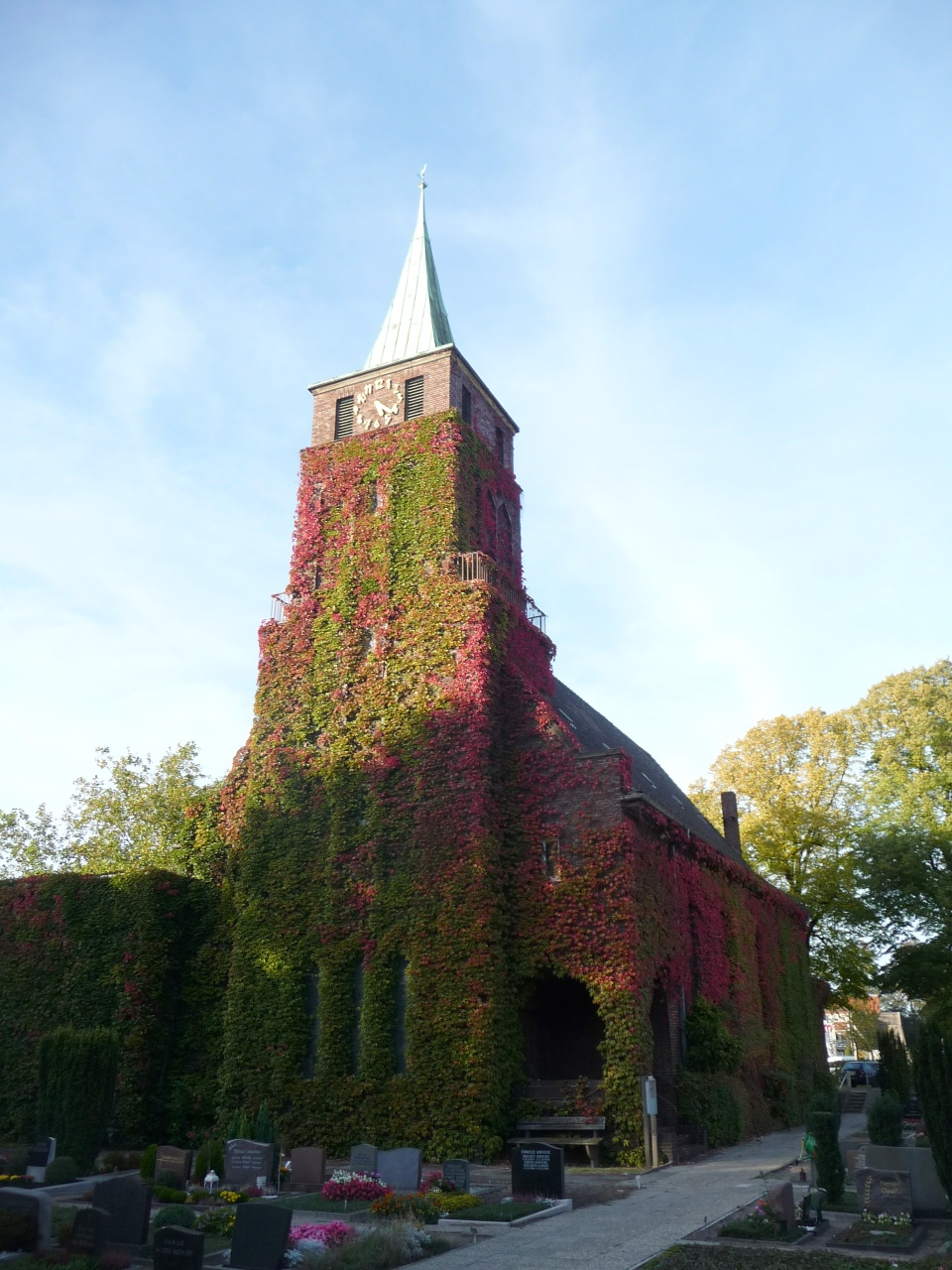
Nikolaikirche Oslebshausen

Fläche: 3,97 km², 9.728 Einwohner (2.450 Einwohner je km²)
Das kleine Dorf Oslebshausen (im 9. Jh. Osleveshusen) (Plattdeutsch Oshuusen) im früheren Goh Werderland war 1741 hannoverisch, 1803 bremisch und wurde 1817 dem Landherrn im Bremer Rat unterstellt. 1921 wurde das Dorf eingemeindet und 1951 ein Ortsteil von Gröpelingen.

Das Dorf wandelte sein Antlitz; 1691 wurde eine Windmühle gebaut, die 1788 abbrannte, wieder aufgebaut dann 1902 abgebrochen wurde. Nach dem Bau der benachbarten Häfen und Industriebetriebe in der zweiten Hälfte des 19. Jahrhunderts entwickelte sich ein Ortsteil mit Einzelhäusern, Reihenhäusern und vornehmlich drei- bis viergeschossigen Wohnblocks für die in den Häfen arbeitenden Einwohner.
1823 legte der Arzt Hirschfeld ein Landgut mit Park an, das der Richter Wilhelm Focke und danach Johann Ludwig Schrage erwarb. 1890 richtete er hier das Adelenstift ein, benannt nach seiner Frau Adele. Als das Gutshaus 1901 abbrannte, entstand ein bestehender Neubau. Das Adelenhaus hatte eine enge Verbindung zum Diakonissenhaus (Diako Bremen) der Bremer Diakonie. Das Adelenstift der Ludwig-Schrage-Stiftung wurde nach dem Zweiten Weltkrieg ein Kindertagesheim. Auf Teilen des Geländes entstand das Diakonie-Krankenhaus.
Die größtenteils denkmalgeschützte neugotische Straf- und Justizvollzugsanstalt mit ihrer weithin sichtbaren Anstaltskirche wurde von 1871 bis 1874 aus Ziegelsteinen nach Plänen des Architekten Alexander Schröder errichtet und danach erheblich erweitert.
Der Altbau der Schule an der Oslebshauser Heerstraße entstand 1907 als Gemeindeschule Oslebshausen.

Die evangelische Nikolaikirche Oslebshausen wurde 1929/30 backsteinsichtig nach Plänen von Walter Görig erbaut. Die katholische Kirche entstand 1922/24 für die St. Josefgemeinde.
Mit 5,26 m hat die Weser bei Oslebshausen einen der größten Tidenhübe Deutschlands.

## Geschichte

### Name
Der Name Gröpelingen leitet sich von dem alten Wort „gropen“ oder „grüppe“ für Graben und „linga“ für „die Leute von“ ab, da die ersten Bewohner auf einem Dünenrücken siedelten, der neben einem natürlichen Entwässerungsgraben zur Weser lag. Die Siedlersippe „Gropelinge“ war also die, die an einem Graben wohnte. Das spätere Geschlecht der Ritter von Gröpelingen nahm diesen Namen an, wählte aber in Unkenntnis der etymologischen Bedeutung des Wortes einen Grapen (ausgesprochen: Groopen), einen Kochkessel mit drei Füßen, als Wappensymbol. Die Namen Gröpelingen, Gröpeln oder ähnliche tauchen auch als Name für andere Orte in Norddeutschland auf, die auf einer Erhöhung neben einem Graben liegen. Das sind die Orte Gröblingen bei Warendorf an der Ems und Gräpeln bei Oldendorf nördlich von Bremervörde.
Der Name Oslebshausen durchlief in den Jahrhunderten viele Wandlungen; seine Herkunft ist daher schwer deutbar. Da die etymologisch „jüngere“ Endung -hausen im Gegensatz zu -lingen auf ein bereits besiedeltes Gebiet hinweist, könnte sich der Name von dem Haus eines Siedlers mit Namen „Oslev“ herleiten lassen.

### Mittelalter bis 1800
860 war die erste urkundliche Erwähnung von Oslebshausen. 1218 wurde Gröpelingen erstmals urkundlich erwähnt, als das Land der Ritter von Gröpelingen. Im 13. Jahrhundert gehörte ein Zweig der Familie der Oberschicht in Bremen an, so u. a. Luder van Gropelinghe. Der 1304 ermordete Ritter und Ratsherr von Bremen Arnd von Gröpelingen wurde durch die damit verbundenen Unruhen berühmt.
Die Dörfer Gröpelingen und Oslebshausen lagen im Goh Werderland. Hundert Jahre später wurde 1331 die Gröpelinger Kirche erstmals als Nikolai-Kapelle mit freistehendem Turm urkundlich erwähnt. Mit dem Aussterben des Gröpelinger Rittergeschlechts im 15. Jahrhundert kommt das Land unter die Herrschaft des Bremer Rates. Seit 1691 stand eine Mühle im Dorf Gröpelingen, welche 1788 abbrannte und dann wieder aufgebaut wurde.
Von 1741 bis 1803 gehörten Oslebshausen und Wischhusen zum Kurfürstentum Braunschweig-Lüneburg – später als Kurfürstentum Hannover benannt – um dann 1803 wieder zu Bremen zu gelangen.

### 1800 bis 1900
1812 hatte Gröpelingen 342 und Oslebshausen 199 Einwohner. 1817 wurden Gröpelingen und Oslebshausen dem Landherrn im Bremer Rat unterstellt. Der Bau der Chaussee – heute Heerstraße – bis nach Oslebshausen erfolgte von 1820 bis 1821. Bremer Kaufleute errichten nun ihre Sommersitze in Gröpelingen und Oslebshausen und Ausflugslokale entstanden. Der Gastwirt Keese baut in dieser Zeit den Vergnügungspark Flora, dessen Saal für Tanz und andere Veranstaltungen beliebt war. In den 1930er Jahren sollten hier heftige Krawalle zwischen den politischen Parteien ausgetragen werden. Die Flora bestand bis 1945. Eine einklassige Kirchspielschule in Gröpelingen musste deshalb 1822 erneuert und 1848 um eine Klasse erweitert werden. 1874 folgte der nächste Ausbau der Schule auf 4 Klassenräume und 1881 waren es 6 Klassen. 1842 hatte Gröpelingen mit Wischhusen 613 und 1885 bereits 1710 Einwohner. 1879 betreibt der Müller Garbade die Windmühle (ab 1890 Motorbetrieb) an der Luchtbergstraße. Diese Mühle wechselte die Eigentümer und brannte im Zweiten Weltkrieg aus.
Die Straf- und Justizvollzugsanstalt in Oslebshausen wurde als „Zuchthaus“ nach Plänen von Alexander Schröder im neugotischen Stil von 1871 bis 1874 errichtet. Mit dem Sand aus der Weserkorrektion konnten von 1883 bis 1886 die Senken im Gröpelinger Dünenzug aufgefüllt werden. Nun war eine weitere Bebauung von Gröpelingen möglich.
Von 1885 bis 1914 erfolgte der Bau der Häfen und die Ansiedlung der Industrie. Gröpelingen verändert sich grundlegend. Das Dorf mit den Bauernhöfen, Sommersitzen und Ausflugslokalen verschwindet. Einfache Wohnungsbauten in dichter Bebauung für die zugewanderten Arbeiter der Hafenwirtschaft aus Deutschland, Osteuropa und Italien entstanden. Die Kirchschule wurde 1889 von der politischen Gemeinde übernommen. Weitere Schulneubauten waren 1897 bzw. 1901 für weitere 4 bzw. 6 Klassen erforderlich. 1891 bzw. 1902 wurde Gröpelingen zunächst im Südteil und dann alle Bereiche in die Stadt Bremen eingemeindet. Die Schule wurde 1902 von der Stadt übernommen.

### Ab 1900

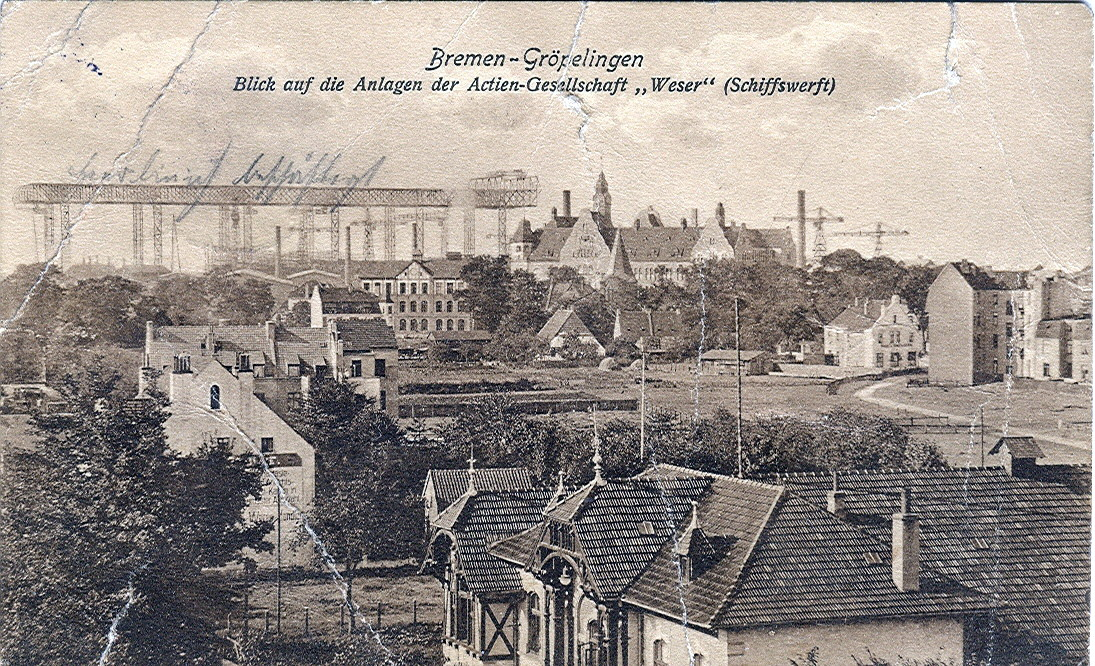
Gröpelingen um 1914, Blick auf die Werft Actien-Gesellschaft „Weser“

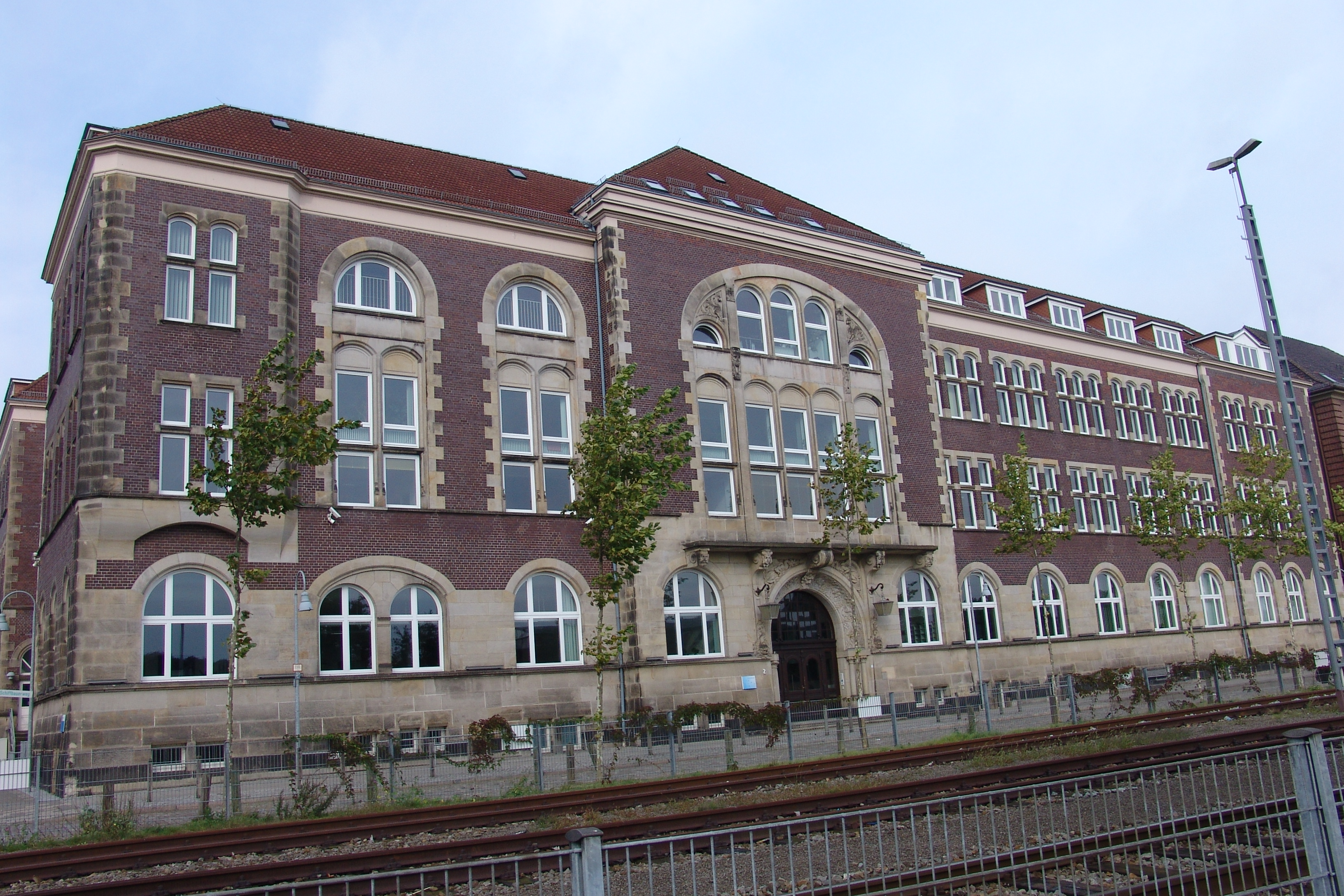
Verwaltungsgebäude von 1905 der AG Weser

Die massive Bebauung machte es erforderlich, von 1901 bis 1903 die Straßenbahnlinie bis nach Oslebshausen zu führen. Von 1902 bis 1905 zog die kleine Werft AG „Weser“ von der Stephanikirchweide nach Gröpelingen. Die Werft, von alteingesessenen Bremern oft nur als „Use Akschen“ bezeichnet – eine gleichnamige Straße verläuft heute neben dem ehemaligen Werftgelände, wurde zu einem der größten Schiffbaubetriebe Deutschlands und zum größten Arbeitgeber in Gröpelingen. Das erhaltene Verwaltungsgebäude der Werft entstand von 1903 bis 1905.
1905 hatte Gröpelingen 5.335 und Oslebshausen 1.461 Einwohner. Die erste mehrstöckige Wohnanlage Breitenbachhof  wurde vom Eisenbahn Spar- und Bauverein von 1913 bis 1915 gebaut. Die Bremer Schützengilde gründete sich 1904 und residierte im neuen Schützenhof, Bromberger Straße 117. Von 1931 bis 1943 war hier noch eine Gastwirtschaft, 1908 gründete sich der Allgemeine Gröpelinger Sportverein mit ca. 180 Mitgliedern. Zur Entlastung der Schule an der Kirchenallee musste 1908 Beim Ohlenhof eine neue Schule mit zunächst 6 Klassen eröffnet werden, die später auf 10 und schließlich 1919 auf 16 Klassen erweitert wurde. Das Schulgebäude ist im Zweiten Weltkrieg bei den Luftangriffen auf Bremen zerstört worden. 1914 wurde an der Wischhusenstraße und der damaligen Gabrielstraße, später Pestalozzistraße, eine „Freischule“ mit 6 Klassen für 300 Schüler eingeweiht, die 1919 Volksschule wurde und 1932 den Namen Schule an der Pestalozzistraße erhielt. 1934 gab es eine eigene Mädchenschule an der Pestalozzistraße und die Jungenschule an der Wischhusenstraße. Eine kleine Badeanstalt der AG Weser bestand nur von 1910 bis 1914. Es entstand 1914 die Badeanstalt am Ohlenhof. Das Bad wurde 1929 erweitert, dann 1945 zerstört und danach wieder aufgebaut.
Nach dem Ersten Weltkrieg entstanden durch Genossenschaften oder vom Staat in rascher Folge weitere Wohnsiedlungen als sozialer Wohnungsbau. Die Arbeitervorstadt Gröpelingen war in der Weimarer Republik eine Hochburg der SPD und KPD mit Spitznamen wie Klein-Moskau und Rotes Gröpelingen. Zahlreiche kämpferische Auseinandersetzungen fanden ab 1930 mit Anhängern der NSDAP statt. 1921 wurde Oslebshausen in die Stadt Bremen eingemeindet. 1926 wurde nach Plänen von Rudolf Jacobs der Straßenbahnbetriebshof gebaut und 1992 umgebaut. Die neugotische evangelische Kirche in Oslebshausen – nach Plänen von Walter Görig – wurde 1930 eingeweiht. Die Katholiken bildeten um 1920 die Kirchgemeinschaft St. Marien. Die 1935 ganz aus Holz erbaute evangelische Dankeskirche in der Marßeler Straße/Scharmbecker Straße in Gröpelingen brannte 1944 durch Bombentreffer ab.

#### NS-Diktatur
Nach der Machtergreifung Hitlers Anfang 1933 blieb die Mehrheit der Arbeiter der AG Weser dem NS-Regime gegenüber skeptisch eingestellt. Noch in den Kriegsjahren waren ungefähr 200 Werftarbeiter illegal im Widerstand gegen den Nationalsozialismus organisiert. Das erste NS-Opfer Bremens wohnte in Gröpelingen, der von der SS angeschossene und daraufhin verstorbene Gewerkschaftler Johannes Lücke (1888-1933).

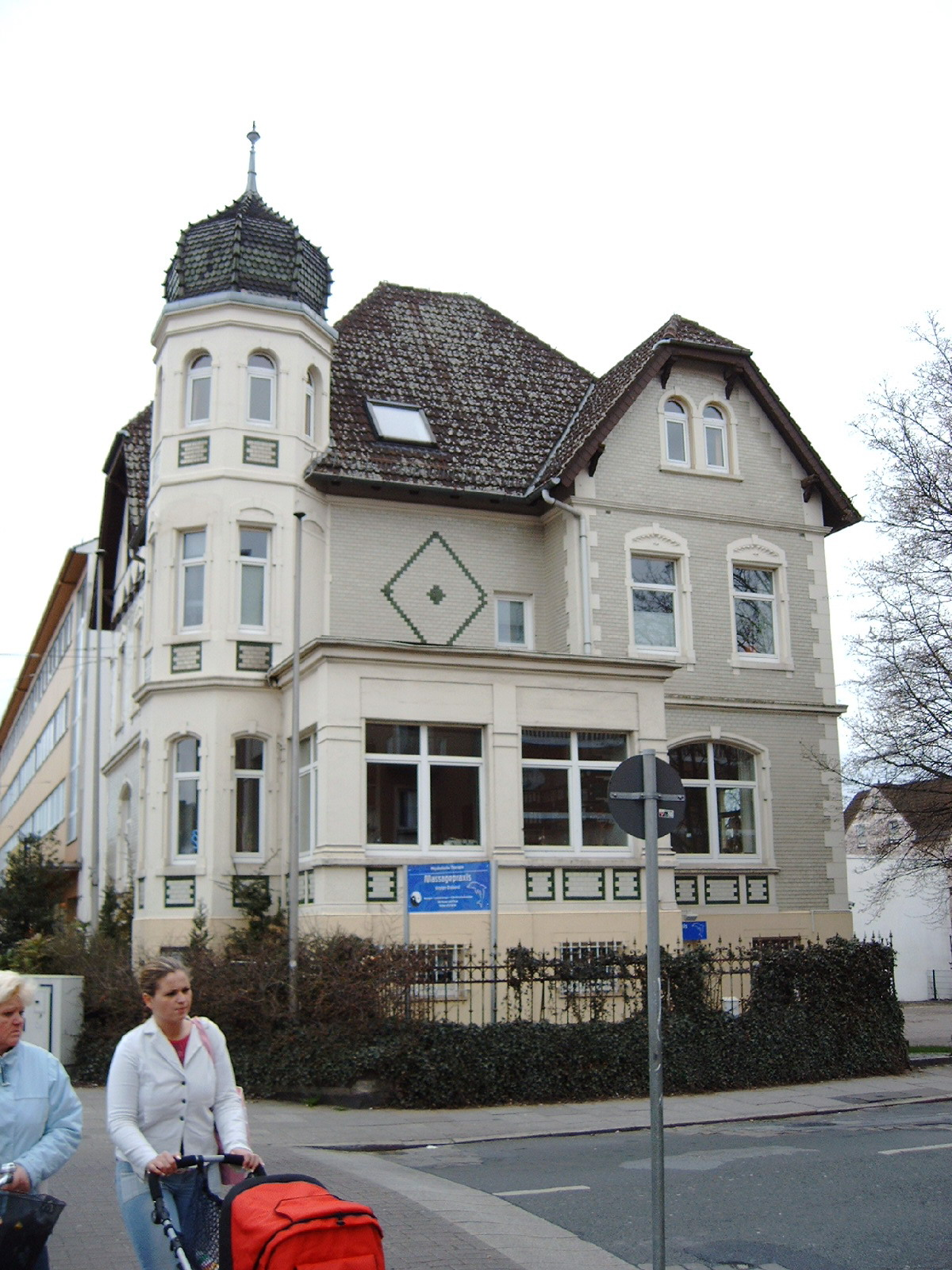
Villa Lamcken, Jüdisches Altersheim 1925-1942

Bei den Novemberpogromen 1938 überfielen SA-Männer das Jüdische Altersheim in der Villa Lamcken an der Gröpelinger Heer-/Ecke Morgenlandstraße und trieben die alten Menschen auf die Straße. Das Heim wurde am 23. Juli 1942 von der Gestapo geräumt und 70 Personen deportiert; 69 von ihnen kamen auf grauenvolle Weise um. Eine Gedenktafel am Haus erinnert heute an diese Opfer der Shoa.
Im Zweiten Weltkrieg waren knapp 19 % der Belegschaft der AG Weser ausländische Kriegsgefangene und Zwangs- oder „Ostarbeiter“. 1944 wurden zusätzlich 1.500 Häftlinge aus dem KZ Neuengamme eingesetzt. Sie lebten in den Baracken der KZ-Außenlager Schützenhof auf dem Gröpelinger Schützenhofgelände. Das Gelände der Bremerschützengilde wurde zu Kriegsbeginn beschlagnahmt, Waschhaus und Küche und vier Baracken errichtet, in denen zunächst indische Seeleute interniert wurden, gefolgt von 132 Sinti im Februar 1940, die in das Vernichtungslager Belzec abtransportiert wurden. Im Dezember 1944 wurden hier 700 KZ-Häftlinge aus Neuengamme interniert, von denen 267 vor dem Todesmarsch am 7. April 1945 ums Leben kamen, vor allem Juden aus Ungarn und Polen, sowie Belgier, darunter 6 Einwohner der Gemeinde Meensel-Kiezegem in Flämisch-Brabant, in der am 1. und 11. August 1944 SS-Razzien stattfanden, bei denen 68 von 900 Einwohnern nach Neuengamme verschleppt wurden. Bei den Luftangriffen auf Bremen wurden 1944 in den Häfen und Wohngebieten von Walle und Gröpelingen sehr viele Gebäude und Anlagen zerstört, darunter auch die aus dem Mittelalter stammende Gröpelinger Dorfkirche.

#### Wiederaufbau
Schon in den 1950 bis 1970er Jahren erfolgte ein rasanter Wiederaufbau des typischen Arbeiterviertels durch neue Wohnblocks und Reihenhäuser. Die Schule an der Kirchallee – im Krieg von der AG Weser betrieblich genutzt – war ab 1946 Berufsschule dann wieder Hauptschule und schließlich Grundschule. Neue Schulen entstanden. Von 1948 bis 1949 entstand die Andreaskirche in Lindenhof an der Danziger Straße, erweitert um das Gemeindehaus von 1955 sowie die St. Philippus-Kirche an der Seewenjestraße mit dem Gemeindehaus von 1967 nach Plänen von Fritz Schumacher und C. Hübner. Die doppeltürmige, moderne katholische Nikolaus-Kirche, Beim Ohlenhof 19, wurde 1958/59 als Beton-Skelettbau mit Rotsteinausfachung gebaut und um einen Kindergarten ergänzt. Danach wurde 1969 in Oslebshausen, Alter Heerweg 37, die rotsteinige, katholische St.-Josef-Kirche geweiht.
Gröpelingen hat 1960 mit allen Ortsteilen 48.744 Einwohner. Ab den späten 1960er Jahren entstand mit dem Zuzug von türkischen Arbeitern ein türkischsprachiges Milieu mit Lebensmittelgeschäften, Reisebüros, Sportclubs, Ärzten und Anwälten. Das Gebiet um die Lindenhofstraße wurde später umgangssprachlich auch „Klein-Istanbul“ genannt.
Die Hafenrandstraße wurde von Walle kommend bis nach Oslebshausen Anfang der 1980er Jahre zumeist vierspurig ausgebaut. Die eigenständige Stadtbahntrasse kam in die Mittellage der Straße. 1982 wurde deshalb die durchaus erhaltenswerte Ruine der Nikolai-Kirche mit den noch erhaltenen Deckengemälden – Weltgericht, Himmel, Hölle – abgerissen ebenso wie die gegenüber liegende alte Gröpelinger Schule an der Kirchenallee, die zuletzt als Grundschule diente.

#### Schließung der AG Weser
Die Werft AG „Weser“ war der bei weitem wichtigste Betrieb in Gröpelingen. Ab 1975 verlagerte sich der Schiffbau aufgrund von Defiziten in der Produktivität auch für deutsche Reeder in Länder wie Japan oder Südkorea, in denen staatliche Förderung ein systematisches Investieren in moderne Produktionsstrukturen ermöglichte. Eine Werftenkrise erfasste den deutschen Schiffbau. 1983 konnte der Krupp-Konzern den Konkurs der AG „Weser“ auf der Grundlage der zurückhaltenden Finanzierungsquellen nicht mehr abwenden. Nach langen, schließlich gescheiterten Verhandlungen und einer Besetzung der Werft durch die Arbeiter, wurde die Werft Ende 1983 geschlossen. Deren Ende hatte weitreichende Folgen für den Stadtteil – Gröpelingen wurde zum Problemviertel.

#### Stadtteil im Wandel
Ab 1990 erfolgte die Sanierung des Stadtteils mit Hilfe verschiedener Förderprogramme der Städtebauförderung, durch das EU-Programm URBAN, durch das Landesprogramm WiN (Wohnen in Nachbarschaft), durch das Bund-Länderprogramm Die Soziale Stadt und durch ein Sofortmaßnahmenprogramm Bremens. 2008 wurde das allgemeine Förderprogramm abgeschlossen.
1995 hatte der Stadtteil mit 34.982 Einwohnern deutlich weniger als 1960. 1999 fand die Einweihung der Fatih-Moschee in der Stapelfeldtstraße im Ortsteil Gröpelingen statt. 1999 wurde die Stadtteilbibliothek West in einem eigens errichtetem Gebäude in der Lindenhofstraße eröffnet. Die Eröffnung des Torhauses Nord als neues Kulturzentrum in Gröpelingen fand 2001 statt. Um 2002 entstand das 44.000 m² große Bremer Space-Center für 170 Millionen Euro; ein Fahrgeschäft und Vergnügungs-, Freizeit- und Einkaufszentrum, das auf 1,4 Millionen Besucher im Jahr hoffte. Ein großer Teil der Läden konnte nicht vermietet werden. Das moderne Erlebniscenter hatte nicht den erwarteten Erfolg und es musste im Oktober 2004 wegen mangelnden Besucherzuspruchs neun Monate nach seiner Eröffnung wieder geschlossen werden. Im Oktober 2008 eröffnete in dem umgebauten Gebäudekomplex das nunmehr reine Einkaufszentrum Waterfront Bremen den Betrieb.
Seit 2007 findet mit den Feuerspuren ein internationales Erzählfest in der Lindenhofstraße statt, das jährlich mehrere Tausend Besucher zählt.
Die katholische St.-Nikolaus-Kirche, Beim Ohlenhof, wurde 2012 profaniert und von der Pfarrei St. Marien zum Gemeindezentrum umgebaut. Im Rahmen dieser Baumaßnahme wurde ein neues Gebäude als Haus für Kinder und Familien errichtet.

### Einwohnerentwicklung
| Orts-/Stadtteil | 1812 | 1842/55 | 1885  | 1905  | 1939   | 1955/60 | 1975   | 1995   | 2007   |
| --------------- | ---- | ------- | ----- | ----- | ------ | ------- | ------ | ------ | ------ |
| Gröpelingen     | 802  | 613     | 1.710 | 5.335 |        | 36.537  | 10.480 | 8.947  | 8.975  |
| Oslebshausen    | 199  | 256     | 736   | 1.461 | 10.700 | 13.351  | 8.492  | 9.029  | 8.585  |
| Lindenhof       |      |         |       |       |        |         | 8.387  | 7.744  | 7.963  |
| Ohlenhof        |      |         |       |       |        |         | 10.677 | 9.395  | 9.475  |
| In den Wischen  |      |         |       |       |        |         | 369    | 59     | 15     |
| Stadtteil       | –    | –       | –     | –     | –      | 48.744  | 38.403 | 35.174 | 35.013 |

 Ortsteil Gröpelingen: für 1812 unterschiedliche Quellen, Angabe für 1842, bei 1960 auch für die Ortsteile Lindenhof, Ohlenhof und In den Wischen 

## Politik und Verwaltung

### Beirat
Der Beirat Gröpelingen ist ebenfalls zuständig für den Ortsteil Industriehäfen im Stadtteil Häfen. Er tagt regelmäßig und in der Regel öffentlich im Ortsamt oder in anderen Einrichtungen wie z. B. Schulen. Der Beirat setzt sich aus den auf Stadtteilebene gewählten Vertretern der politischen Parteien oder Einzelkandidaten zusammen. Die Beiratswahlen finden alle vier Jahre statt, zeitgleich mit den Wahlen zur Bremischen Bürgerschaft. Der Beirat diskutiert über alle Belange des Stadtteils, die von öffentlichem Interesse sind, und fasst hierzu Beschlüsse, die an die Verwaltung, die Landesregierung und die Stadtbürgerschaft weitergeleitet werden. Für seine Arbeit bildet er Fachausschüsse. Dem Beirat stehen für stadtteilbezogene Maßnahmen eigene Haushaltsmittel zur Verfügung.

Seit 2008 unterstützt der Stadtteilbeirat auch die Bildung eines Jugendbeirates.
Beiratssprecher ist Martin Reinekehr (SPD). Seine Stellvertreterin ist Ute Pesara (CDU).

### Ortsamt
Das Ortsamt ist seit 1946 eine örtliche Verwaltungsbehörde. 1979 wurde das Ortsamt West eingerichtet für die Beiräte Gröpelingen, Walle und Findorff. Es unterstützt den Beirat bei seiner politischen Arbeit. Es soll bei allen örtlichen Aufgaben, die von öffentlichen Interesse sind, mitwirken. Es wird von einem vom Beirat vorgeschlagenen und vom Senat bestätigten Ortsamtsleiter geführt.
Ortsamtsleiterin ist Cornelia Wiedemeyer (SPD).

## Kultur und Sehenswürdigkeiten

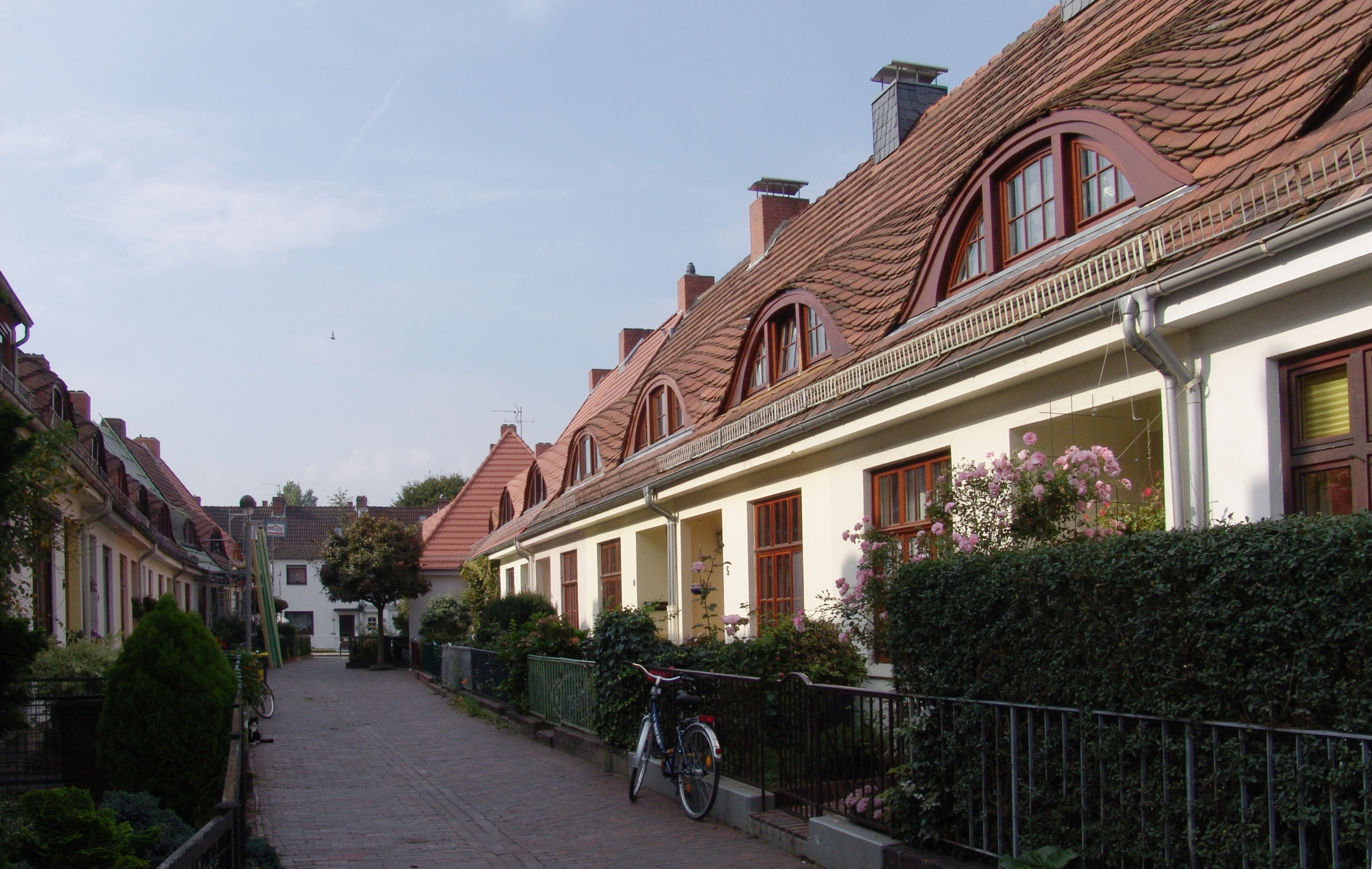
Gartengang Feierabendweg

### Bauwerke
- Verwaltungsgebäude der AG Weser von 1905, Architekt: Diedrich Tölken5
- Andreaskirche von 1949 in Lindenhof, Danziger Straße 20, Architekten: Otto Bartning und Friedrich Schumacher
- Neugotische Strafanstalt Oslebshausen von 1874, Architekten: Alexander Schröder und Johannes Rippe
- Breitenbachhof der Espabau von 1919, Architekt: Rudolf Jacobs im Reformstil
- Gewerkschaftsblock in Lindenhof an der Gröpelinger Heerstraße von 1929, Architekten Johannes Willy Berner und Georg Schikore
- Siedlung Feierabendweg von 1914, Reihenhausanlage mit Gartengang in Ohlenhof
- Wohnanlage Wohlers Eichen von 1973 der Bremer Treuhand, Wohlers Eichen 30, Architekten: Team 4[19]
- Die Stadtteilbibliothek West wurde 1999 unter Verwendung zahlreicher maritimer Metaphern als „Bücherarche“ realisiert[20]
- Siedlung auf dem Kruge von 1997 im Ohlenhofviertel, Maria-Krüger-Straße, Auf dem Kruge, für Bremische Gesellschaft, Architekten: Manfred Schomers und Rainer Schürmann[21]

### Denkmale, Kunst

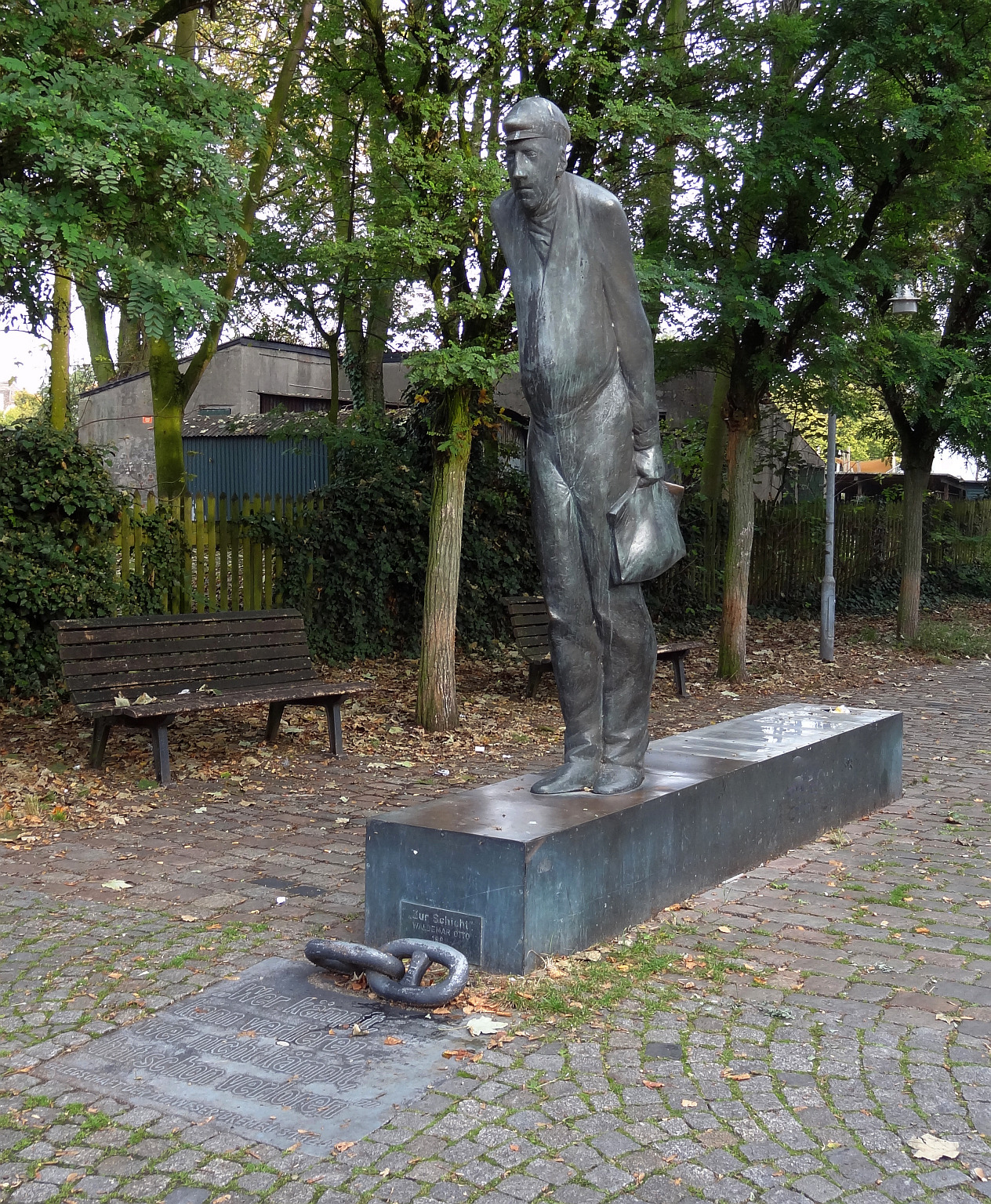
Zur Schicht

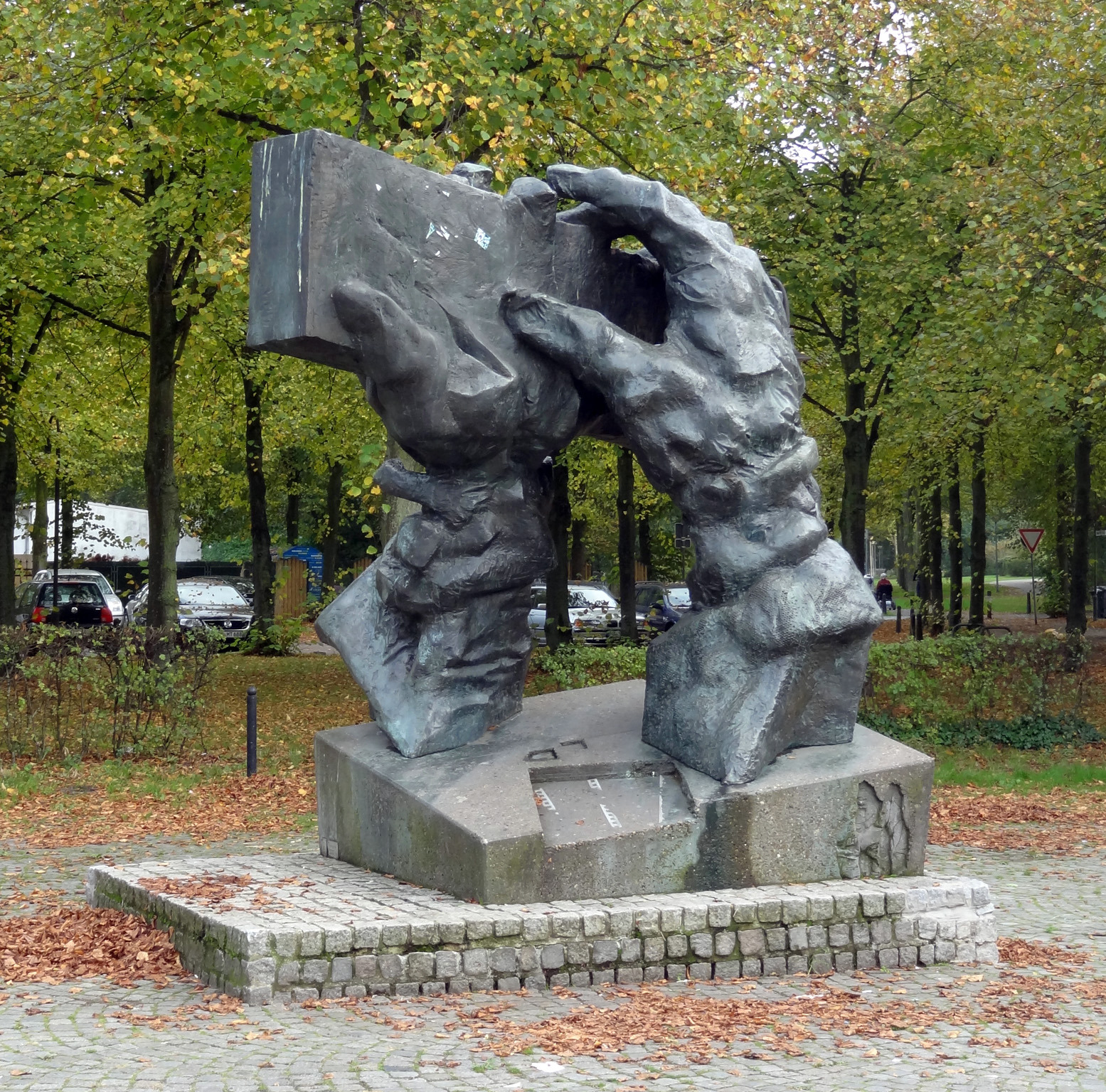
Arbeitende Hände

- Zur Schicht, Skulptur in Bronze von 1983 von Waldemar Otto als Erinnerung an das Arbeitsleben sowie die politischen Kämpfe und Werftbesetzung der ehemaligen Werftarbeiter der AG Weser.
- Arbeitende Hände, Skulptur in Bronze auf dem Bürgermeister-Ehlers-Platz am Pastorenweg von 1987 von Bernd Altenstein als Erinnerung an die Großwerft AG Weser.
- Wandbild zur Erinnerung der Verfolgung und Widerstand in der NS-Diktatur; von Jürgen Walter, 1978 angebracht am Bunker Pastorenweg 70 / Grasberger Straße
- Gedenkstein zur Erinnerung an die 162 Bremer Juden, die beim Novemberpogrom 1938 vom Alten Gymnasium zum Zuchthaus Oslebshausen marschieren mussten; 1988 am Eingang zum Gefängnis Oslebshausen errichtet
- Gedenkstein zur Erinnerung an ca. 4000 Zwangsarbeiter und Kriegsgefangene im Zweiten Weltkrieg; errichtet Am Nonnenberg 40 in Oslebshausen
- Gedenktafel mit dem Relief von Holger Voigts zur Erinnerung an die Häftlinge des damals dort bestehenden KZ Riespott; angebracht 1984 an einem Gebäude der Klöckner-Hütte
- Mahnmal für den niederländischen Zwangsarbeiter Homme Hoekstra (1911–1944)Rückseite des Gebäudes Schwarzen Weg 92 vom 6. Mai 1999 (ehem. Lager Tirpitz)
- Gedenktafeln am ehem. KZ Schützenhof, Bromberger Straße 117 für die internierten indischen Seeleute, die nach Belzec deportierten 132 Sinti, die 267 Toten des KZ-Außenkommandos vom 29. April 2002, Tafel für die Toten der belgischen Gemeinde Meensel-Kiezegem vom 29. August 2004, Stolperstein für den ungarischen Juden László Schächter (1909–1945)

### Parks, Grünzonen
- Oslebshauser Park von ab 1931
- Grünzug West von Oslebshausen durch Gröpelingen bis Walle von ab 1953
- Große Kleingartenanlage von In den Wischen bis zum Waller Feldmarksee mit Badestrand

## Öffentliche Einrichtungen

### Allgemein

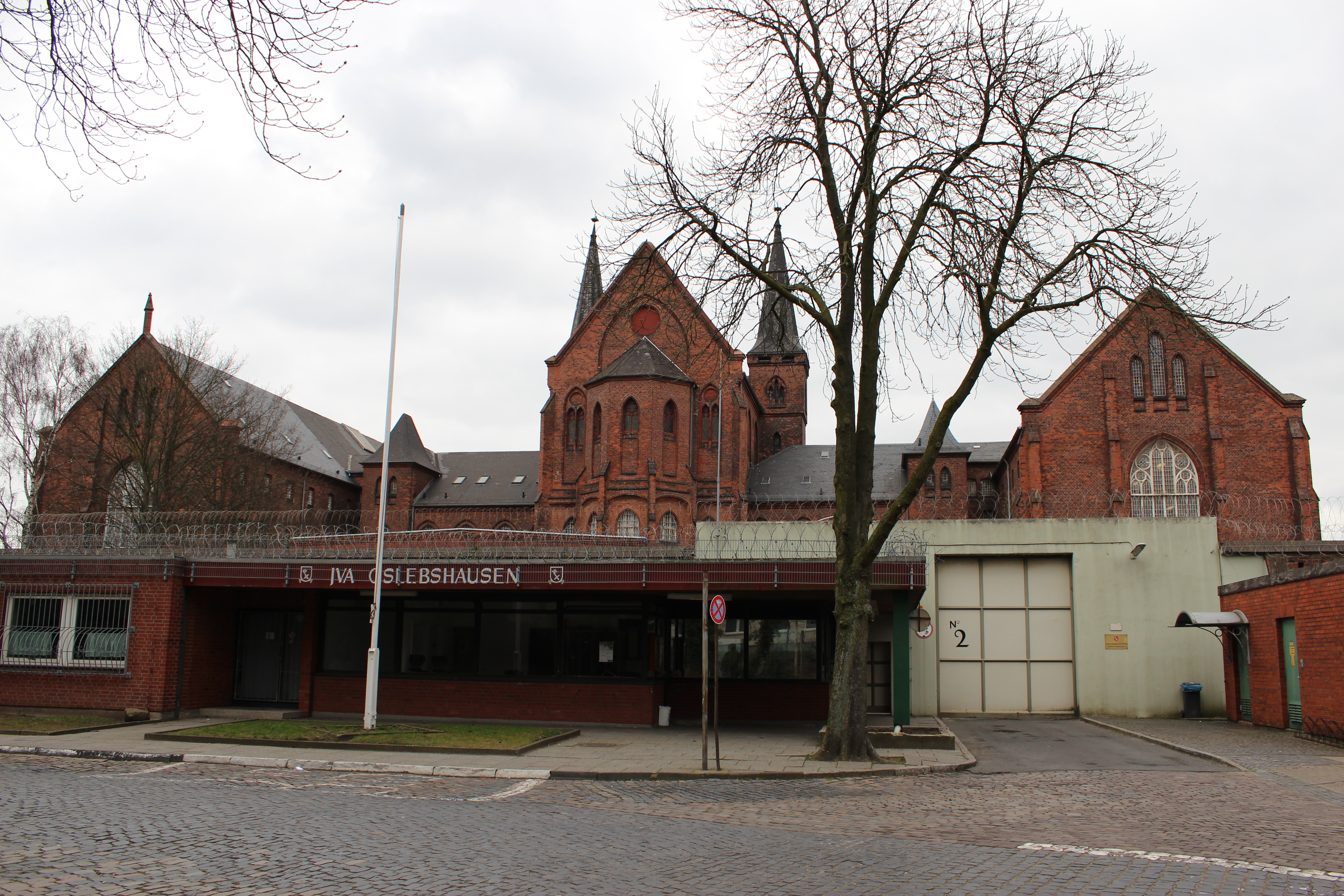
JVA Oslebshausen

- Ortsamt West, Waller Heerstraße 99 am Walle-Center
- Stadtbibliothek West, Gröpelinger Bibliotheksplatz[22]
- Polizeirevier Gröpelingen, Gohgräfenstraße 49
- Polizeirevier Oslebshausen, Sperberstraße 21
- Nachbarschaftshaus Helene Kaisen in Gröpelingen, Beim Ohlenhof 10 ist seit 1952 ein Bremer Bürgerhaus
- Bürgerhaus Oslebshausen e. V., Am Nonnenberg 40, ist seit 1977 ein Bremer Bürgerhaus.
- Justizvollzugsanstalt Oslebshausen der Justizvollzugsanstalt Bremen (JVA), Sonnemannstraße 2

### Schulen
- Grundschule an der Fischerhuder Straße
- Grundschule an der Oslebshauser Heerstraße, Ganztagsschule, Oslebshauser Heerstraße 115
- Grundschule am Pastorenweg, Lindenhof
- Grundschule Auf den Heuen, Ganztagsschule.
- Grundschule am Halmerweg, in Ohlenhof
- Oberschule Ohlenhof, Halmerweg, Oberschule seit 2012
- Oberschule im Park, Ganztagsschule und Oberschule seit 2011
- Neue Oberschule Gröpelingen, Ernst-Waldau-Str. 1a, Ganztagsschule seit August 2010 (ehemals Johann-Heinrich-Pestalozzi-Schule); 2021 saniert[23].
- Gesamtschule Bremen-West, Lissaer Straße 7 in Walle, Ganztagsgesamtschule mit ca. 530 Schülern.
- Berufsschule für Metalltechnik, Reiherstraße 80 in Oslebshausen
- Krankenpflegeschule der Evangelischen Diakonissenanstalt, Gröpelinger Heerstraße 406/408
- vhs West der Bremer Volkshochschule, Gröpelinger Heerstraße 226
- Privatschule Mentor gGmbH, Schwarzer Weg 96 in Ohlenhof, Gymnasium
- Katholische Grundschule St.-Joseph-Schule, Alter Heerweg 35 in Oslebshausen, wurde Ende 2013/14 geschlossen.[24]

### Soziales
- Ca. 13 Kindergärten
- Jugendfreizeitheim Gröpelingen, Marienwerderstraße 6
- Jugendfreizeitheim Oslebshausen, Oslebshauser Heerstraße 224
- Gemeinschaftshaus Stuhmer Straße
- AWO – Dienstleistungszentrum Gröpelingen, Gröpelinger Heerstr. 248
- Dienstleistungszentrum West, Gröpelinger Heerstr. 248
- AHB Residenz Oslebscity, Am Oslebshauser Bahnhof 2
- Evangelisches Diakonissenmutterhaus Bremen, Adelenstraße 68
- Ella-Ehlers – Haus, Sozialzentrum Bremer Westen, Dockstraße 20
- Stiftungsdorf Gröpelingen der Bremer Heimstiftung, Elbinger Straße 6
- BVO – Bürgerverein Oslebshausen, Januar 2023 aufgelöst

### Kirchen, Religionsgemeinschaften

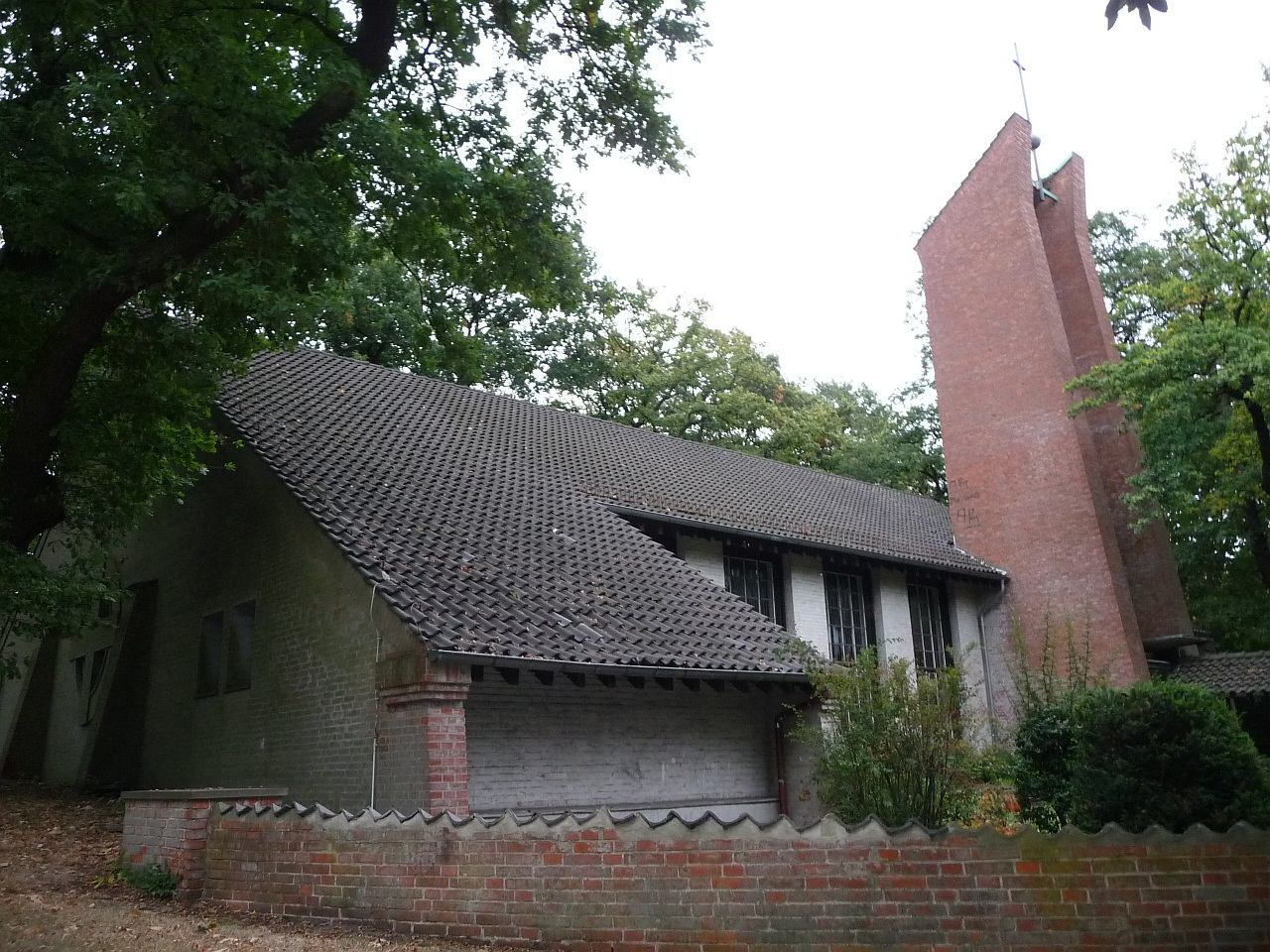
Ev. Emmaus-Kirche

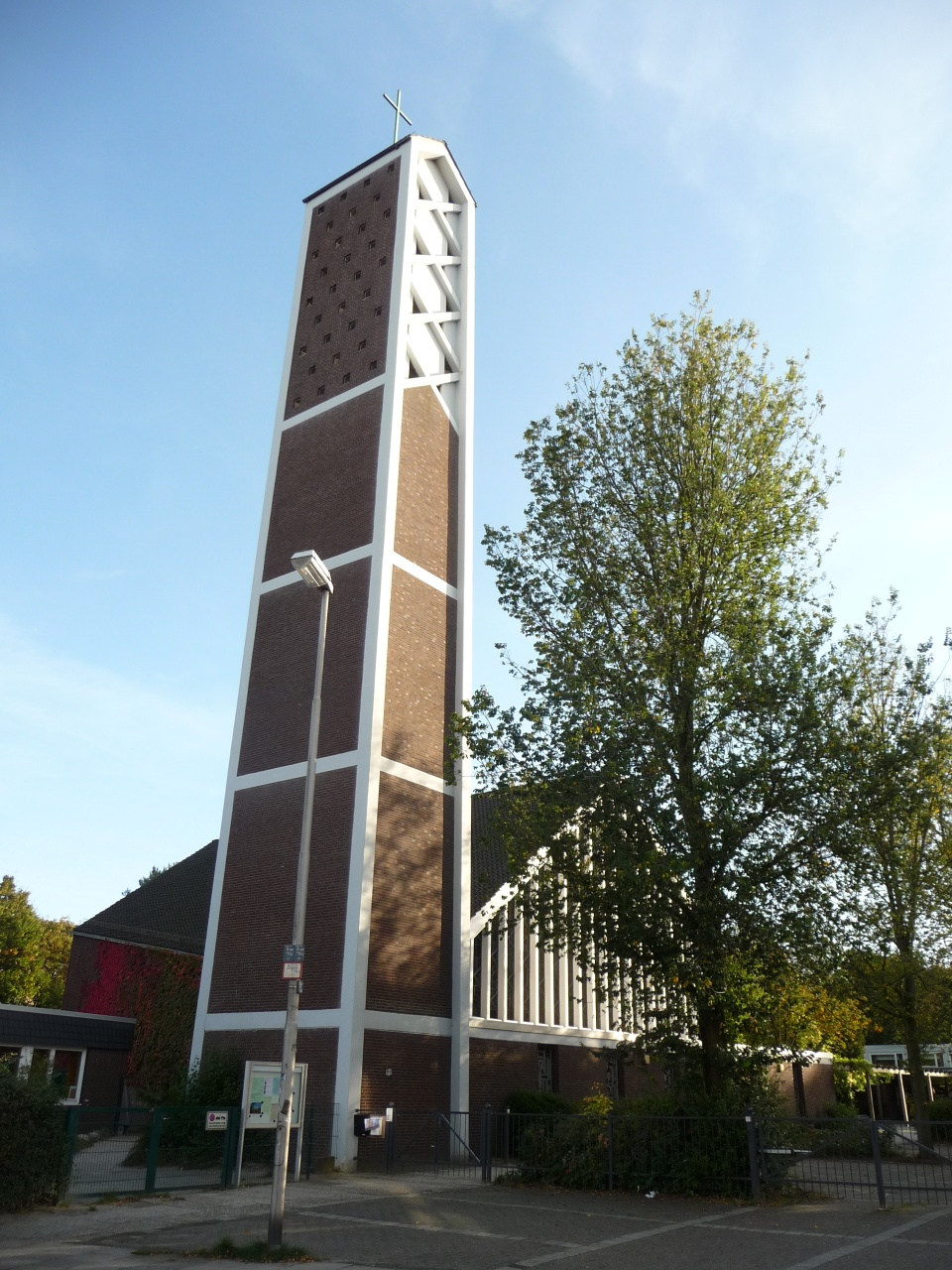
Ev. Philippuskirche

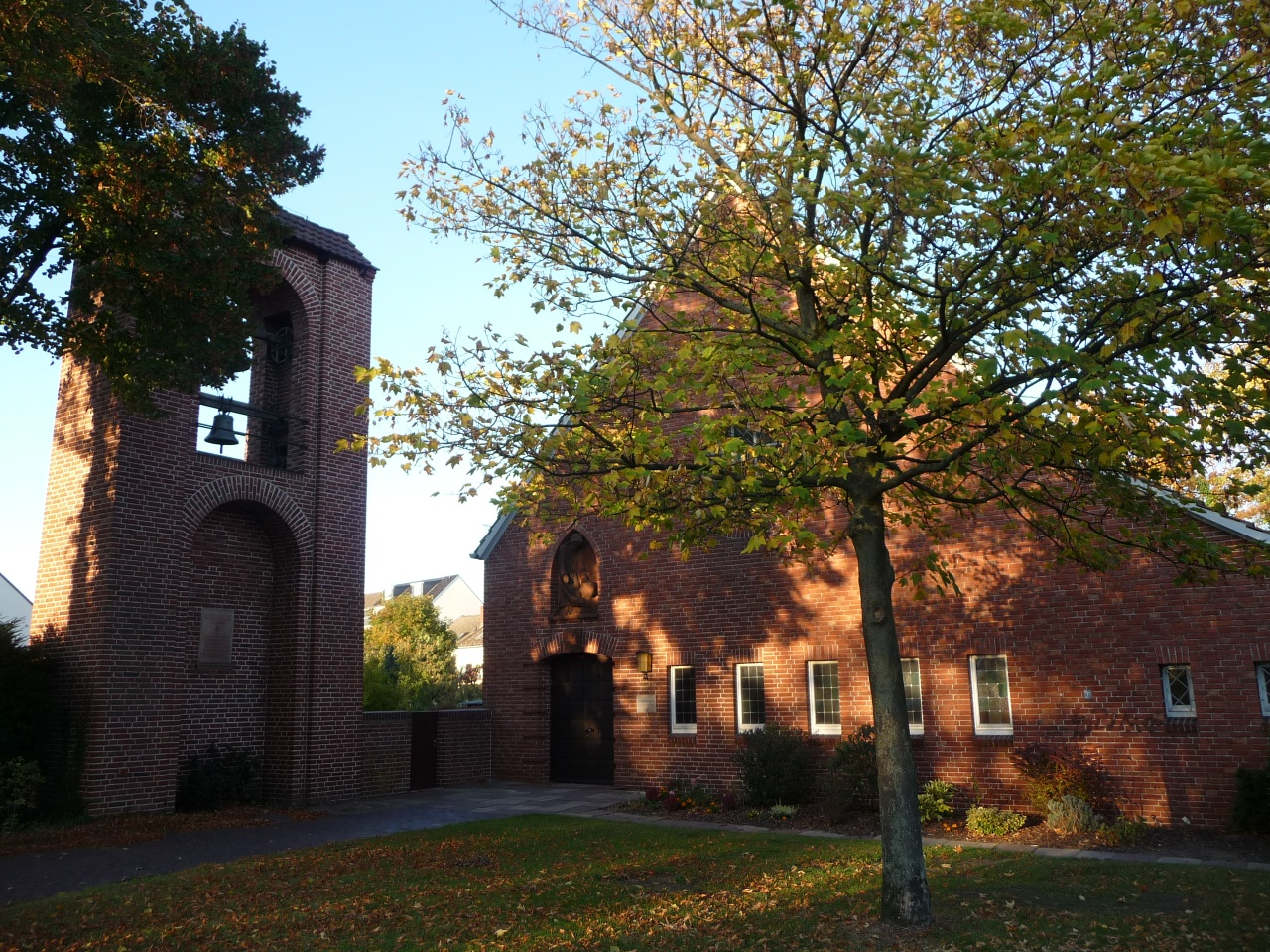
Ev. Andreaskirche

- Ev. Kirchgemeinde Gröpelingen und Oslebshausen, Lindenhofstraße 18 mit der
  - Ev. Andreaskirche von 1950 in Gröpelingen, Danziger Straße 20, Lütjenburger Straße, Architekten: Otto Bartning und Friedrich Schumacher
  - Ev.Nikolaikirche (Oslebshausen) von 1930, Ritterhuder Heerstraße 1 / Oslebshauser Heerstraße, Architekt: Walter Görig
- Ev.Emmaus-Kirche von 1961 des Diakonissenkrankenhauses, Gröpelinger Heerstraße 406, Architekt: Eberhard Gildemeister.[25]
- Ev. Philippus-Kirche von 1966, Seewenjestraße 92–98, Architekten: Friedrich Schumacher und Claus Hübener, 2009 Umwandlung in eine Jugendkirche[26]
- Katholische Kirche von 1967 Sankt Josef in Oslebshausen, Alter Heerweg 37, Architekt: Karl-Heinz Bruns[27]
- Katholische St.-Nikolaus-Kirche von 1959, Beim Ohlenhof 19, Architekt: Josef Feldwisch-Drehntrup.[28]
- Fatih-Moschee Bremen von 1998, Stapelfeldtstraße 9, Architekt: Asur Yilmaz.[29]
- Mevlana Moschee, Lindenhofstraße 33–35.

### Sport
Anlagen
- Bezirksportanlage Lissaer Straße
- Westbad der Bremer Bäder GmbH, Waller Heerstr. 293 A

Sportvereine
- Allgemeiner Gröpelinger Sportverein von 1908 (AGSV Bremen), Oslebshauser Heerstraße 253
- Bremer Schützengilde von 1904, Bromberger Straße 117
- Bremer Sporttaucherverein Spacediver, Alter Winterweg 12
- 1. Bremer Squash Club, Johann-Kühn-Straße 27
- KSV Vatan Sport, Ortstraße 14
- SVGO – Sportgemeinschaft Grambke-Oslebshausen, Sperberstraße 3/5
- Turn- und Rasensportverein Bremen (TuRa Bremen), Lissaer Straße 60
- Wassersportverein Gröpelingen, Sportweg 1
- Bürgerverein Oslebshausen (BVO), Oslebshauser Heerstr. 87

## Wirtschaft und Verkehr

### Wirtschaft
Gröpelingen selbst ist im Wesentlichen ein Wohnstandort mit einem Zentrum für Einkaufen und Dienstleistungen im Ortsteil Lindenhof und entlang der Gröpelinger Heerstraße.
Die Wirtschaft wird geprägt durch den angrenzenden Stadtteil Häfen mit der Überseestadt und mit seinen industriellen und gewerblichen Betrieben der Hafenwirtschaft.
2008 eröffnete das Einkaufszentrum Waterfront auf dem Gewerbegebiet Use Akschen beim Werfthafen.
In Gröpelingen befindet sich das Diako-Krankenhaus der Bremer Diakonie. Beim Autobahnzubringer Industriehäfen befindet sich ein Gewerbegebiet.
Wochenmärkte bestehen in den Ortsteilen Gröpelingen (Pastorenweg) und Oslebshausen (Regine-Hildebrandt-Platz).

### Verkehr

#### ÖPNV
- Die Straßenbahn Linien 2, 3, 5 und 10 der Bremer Straßenbahn AG (BSAG) verbinden den Stadtteil über die Gröpelinger Heerstraße bzw. über die sogenannte Hafenrandstraße mit dem Stadtteil Walle, mit der Überseestadt und mit dem Stadtteil Bremen-Mitte.
- Die Buslinien 80 bis 82, 90 bis 93 sowie 95, 660, 680, N7 und N61 verbinden Gröpelingen mit Bremen-Nord, den Häfen, dem Bahnhof Oslebshausen und nördlichen Umlandgemeinden.[30]
- Der Haltepunkt Bremen-Oslebshausen liegt an der Bahnstrecke Wunstorf–Bremerhaven Seehafen und wird seit dem 11. Dezember 2011 von der Regio-S-Bahn Bremen/Niedersachsen bedient.

#### Straßen
Gröpelingen ist über die Autobahn A 27, Abfahrt HB-Oslebshausen/Gröpelingen im Nord-Westen und Abfahrt HB-Überseestadt im Süd-Osten (über Walle) erreichbar. Die Autobahn A 281 ist noch im Bau und hat bereits eine Abfahrt HB-Burg-Grambke, die zur Hafenrandstraße (Beim Industriehafen) nach Oslebshausen und Gröpelingen führt.
Die Haupterschließungsstraßen des Stadtteils in Längsrichtung sind die Oslebshauser- und die Gröpelinger Heerstraße sowie am Hafen die sogenannte Hafenrandstraße mit den Straßen Beim Industriehafen, Stapelfeldtstraße, Werftstraße und Bremerhavener Straße in Walle.

#### Radweg
In West-Ost-Richtung führt durch eine längsgestreckte Grünzone ein zentraler Rad- und Fußweg von Oslebshausen durch Ohlenhof und den Ortsteil Gröpelingen nach Walle zum Stadtzentrum. Beliebte Ziele für Radfahrer sind das Blockland mit dem Wümme-Radweg und der Blocklander Hemmstraße an der Kleinen Wümme sowie die Kleingartenanlage In den Wischen bis zum Waller Feldmarksee.

#### Fähren
Seit 2013 verbindet an Samstagen, Sonn- und Feiertagen die Weserfähre wieder Gröpelingen mit Woltmershausen. Ein weiterer Anlegepunkt ist in der Überseestadt der Molenturm (ehem. Zollanleger). Die Saison geht von Mitte März bis September.
Geschichte: In den 1950er und 1960er Jahren fuhr die Fähre Gröpeln zum Sandstrand von Bremen-Lankenau. Die Gröpeln fuhr ab 1964 von der Werft AG-Weser auf die andere Seite der Weser und wurde danach in Bremen-Blumenthal eingesetzt. 1981 verschenkt Bremen die Fähre nach Nicaragua als Aufbauhilfe. Die Gröpeln wurde um 1982 vor El Castillo von Ex – Sandinisten beschossen, 1983 dokumentiert in dem Dokumentarfilm Die nackten Füße Nicaraguas von Rolf Neddermann und Manfred Vosz nach einem Drehbuch von Günter Wallraff. Das Schiff wurde 2010 abgewrackt.
Seit Frühjahr 2013 existiert wieder eine saisonale Wochenendverbindung zwischen dem Lankenauer Höft auf der linken Weserseite, der Überseestadt und dem Einkaufszentrum Waterfront in Gröpelingen. Als Weserfähre dient das Schiff Pusdorp der Bremer Reederei Hal över.

## Persönlichkeiten
Alphabetisch geordnet
- Thomas Achelis (1850–1909), Pädagoge, Ethnologie, Religionswissenschaftler, Direktor des Neuen Gymnasiums Am Barkhof
- Jan Böhmermann (* 1981), Satiriker, Hörfunk- und Fernsehmoderator, Filmproduzent, Buchautor und Journalist; in Gröpelingen geboren;
- Gustav Böhrnsen (1914–1998), Politiker (SPD, SAPD, KPD) und Widerstandskämpfer gegen den Nationalsozialismus, Betriebsratsvorsitzender der AG Weser (1954–1979), Bürgerschaftsabgeordneter (ab 1955) und SPD-Fraktionsvorsitzender (1968–1971)
- Jens Böhrnsen (* 1949), Bürgerschaftsabgeordneter und Fraktionsvorsitzender (SPD) (1995/99–2005), Präsident des Senats und Bürgermeister (2005–2015)
- Hermann Cordes (1931–2014), Botaniker und Hochschullehrer
- Walter Groß (1928–2011), 16 Jahre lang Bürgerschaftsabgeordneter (SPD)
- Jasmina Heritani (* 1982), Bürgerschaftsabgeordnete (SPD) seit 2019
- Wilhelm Holzmeier (1864–1917), wuchs in Gröpelingen auf, Lehrer, Bürgerschaftsabgeordneter (SPD)
- Willy Hundertmark (1907–2002), deutscher Kommunist (KPD), Sekretär und Vorsitzender der Vereinigung der Verfolgten des Naziregimes – Bund der Antifaschistinnen und Antifaschisten (VVN) in Bremen (1975–1991)
- Horst Königstein (1945–2013), Soziologe, Fernseh- u. Theaterregisseur, Buchautor, Grimme-Preisträger 1993, Hochschullehrer an der Kunsthochschule für Medien Köln
- Wilhelm August Korff (1845–1914), Petroleumkaufmann
- Hans Koschnick (1929–2016), Verwaltungsbeamter, Politiker, stellvertretender SPD-Vorsitzender (1975–1979), Mitglied der Bremer Bürgerschaft (ab 1955), Senator (1963–1985), Präsident des Senats (1967–1985), Abgeordneter im Deutschen Bundestag (1987–1994).
- Werner Krone (* 1939), Bürgerschaftsabgeordneter (SPD)
- Maria Krüger, früher Maria Bücking, Pastorentochter, Kommunistin (KPD), von 1951 bis 1959 Bürgerschaftsabgeordnete, Widerstandskämpferin gegen den Nationalsozialismus
- Petra Krümpfer (* 1959 ), Bürgerschaftsabgeordnete (SPD) 2007 bis 2023
- Johannes Lücke (NS-Opfer), (188-1933), NS-Opfer, wohnte von 1927 bis zu seiner Ermordung 1933 in der Gröpelinger Heerstraße 76
- Wilhelm Meyer-Buer, Kaufmann und Politiker (KPD), 1946–1959 Mitglied der Bürgerschaft, 1951–1959 KPD-Fraktions- bzw. Gruppenvorsitzender, Goldschmiedeinhaber in Gröpelingen
- Elard Ordemann (1866–1945), Pastor an der Nikolai-Kirche
- Hermann Prüser, Politiker (KPD), 1928 bis 1933 Mitglied der Bremer Bürgerschaft (1933: letzte freie Rede), Widerstandskämpfer gegen den Nationalsozialismus
- Friedrich Rebers (1929–2001), Direktor der Sparkasse Bremen, Bürgerschaftsabgeordneter (AFB)
- Henning Rethfeld, Pastor in Gröpelingen im 20. Jh., Bildersammlung vom Stadtteil
- Peter Sakuth (* 1948), Verwaltungsbeamter, Vereinsvorsitzender von Tura in Gröpelingen, Politiker (SPD), Innensenator.
- Reyhan Şahin (* 1980), „Lady Bitch Ray“
- Heinrich Schulz (1872–1932), aufgewachsen in Gröpelingen, Lehrer, Politiker (SPD) und Reichstagsabgeordneter (1912–1930) sowie Staatssekretär (1919–1927), Chefredakteur der Bremer Bürgerzeitung, Wegbereiter der Stenografie.
- Franz Stapelfeldt (1877–1954), Werftdirektor bzw. Generaldirektor der AG Weser und Deschimag (1921–1944)
- Heiko Strohmann (* 1968), Bürgerschaftsabgeordneter (CDU) seit 1999
- Heinrich Tillmann (1867–1959), geboren in Gröpelingen, Ingenieur, Oberbaudirektor (1922–1933)
- Bert Trautmann (1923–2013), deutscher Fußballspieler, der ab 1949 bei Manchester City spielte und in Gröpelingen aufwuchs.
- Barbara Wulff (* 1952), Bürgerschaftsabgeordnete (SPD) von 1990 bis 2003